# Lista de membros da Royal Society eleitos em 1978
Esta é uma lista de Membros da Royal Society eleitos em 1978.

## Fellows of the Royal Society (FRS)
1. Roger Stanier (1916-1982)
2. Sir Graham Selby Wilson (1895-1987)
3. Alan Frank Gibson (1923-1988)
4. Richard Rado (1906-1989)
5. Malcolm Davenport Milne (1915-1991)
6. Fergus William Campbell (1924-1993)
7. János Szentágothai (1912-1994)
8. Hans Walter Kosterlitz (1903-1996)
9. Thomas Philip Stroud Powell (1923-1996)
10. Torbjörn Caspersson (1910-1997)
11. James Stanley Hey (1909-2000)
12. Barry Edward Johnson (1937-2002)
13. Sir Frederick Page (1917-2005)
14. John Rodney Quayle (d. 2006)
15. Alastair Ian Scott (1928-2007)
16. Donald Allan Ramsay (d. 2007)
17. Joseph Victor Smith (d. 2007)
18. Sir Denis Rooke (d. 2008)
19. John Lander Harper (d. 2009)
20. Alan Garton (d. 2010)
21. Har Khorana (1922-2011)
22. John Arthur Joseph Pateman (1926-2011)
23. Murdoch Mitchison (d. 2011)
24. Ainsley Iggo (1924-2012)
25. Charles Suckling (1920-2013)
26. Sir Jack Baldwin
27. Norman Boardman
28. Alexander Boksenberg
29. Keith Browning
30. Philip George Burke
31. Sydney Cohen
32. Roger Cowley
33. Gordon Dixon
34. Murray Gell-Mann
35. Archibald Howie
36. Donald Lynden-Bell
37. John MacMillan
38. Sir Robin Buchanan Nicholson
39. Ronald Oxburgh, Baron Oxburgh
40. Bernard Leslie Shaw
41. John Hyslop Steele (1926–2013)
42. John Francis Talling
43. Edwin William Taylor
44. Peter Whittle
45. Carlos, Príncipe de Gales